# Sutilmente
"Sutilmente" é o segundo single oficial (terceiro ao todo) do álbum Estandarte da banda brasileira de pop/rock Skank.

## Composição
Os violões de Sutilmente chamam a atenção na seleção de 12 músicas de Estandarte, o 10º disco do Skank. A música com letra mais apimentada, é uma parceria de Samuel Rosa e Nando Reis, que faz oposição dentro do repertório mais rock apresentado pela banda.
Em vídeo, Nando explicou que criou a letra a partir de um texto que ele escreveu para a Marie Claire em 2005. A produção faria parte de um compêndio de textos escritos por Nando e outros homens a convite da publicação, que lhes pediu que escrevessem mensagens às suas mulheres amadas.
Analisando a letra em retrospecto, Nando percebe o eu lírico como alguém vaidoso e autocentrado, que pede à parceira que o trate de maneiras diferentes a depender do seu estado de espírito, levando sua esposa a chamá-la de "melô do folgado" e o próprio Nando a vê-la como o "melô do fodido".

## Desempenho nas Paradas
Na parada Brasil Hot 100 Airplay, feita pela revista Billboard Brasil, "Sutilmente" ficou na posição 2º das mais tocadas no país.

## Videoclipe
O videoclipe da canção, que foi dirigindo por Conrado Almada, foi lançado em Julho de 2009 e conta com a banda perfomando a canção em um estúdio cheio de pessoas com roupas coloridas, formando várias coisas (incluindo mosaico,etc.). O vídeo esteve em alta rotação nos principais canais de música, incluindo MTV Brasil, Multishow e Play TV. O vídeo recebeu o prêmio de vídeo clipe do ano no VMB 2009, realizado pela MTV Brasil.

## Prêmios e indicações
| Ano  | Prêmio                 | Categoria         | Resultado | Ref   |
| ---- | ---------------------- | ----------------- | --------- | ----- |
| 2009 | MTV Video Music Brasil | Hit do ano        | Indicado  | [ 5 ] |
| 2009 | MTV Video Music Brasil | Videoclipe do ano | Venceu    | [ 5 ] |

## Posições
Hit Parade Jovem Pan:
37 Semanas - (Pico: 5º)
| Billboard Brasil         | Melhor posição |
| ------------------------ | -------------- |
| Rio de Janeiro Hot Songs | 4              |
| Belo Horizonte Hot Songs | 4              |
| Brasil Hot Pop           | 4              |
| Brasil Hot 100 Airplay   | 2              |
| Porto Alegre Hot Songs   | 9              |